# Линдроос, Петри
Петри Линдроос (фин. Petri Lindroos, род. 10 января 1980 в Эспоо, Финляндия) — основной вокалист и ритм и соло-гитарист финской фолк-/викинг-метал группы Ensiferum. До этого также основал группу Norther и до 2009 года являлся её фронтменом. С апреля 2023 года также является вокалистом и гитаристом группы Warmen.

## Биография
Петри начал играть на гитаре в 14 лет. В 1996 году он совместно с ударником Toni Hallio основал мелодическую дэт метал группу Norther. В 2004 он был принят в группу Ensiferum в качестве основного вокалиста и лидер гитариста, но продолжил своё участие в Norther вплоть до 3 марта 2009 года. 9 марта 2009 года Петри на официальном сайте Norther объявил о своем уходе из группы — по его словам, чтобы больше сконцентрироваться на работе с Ensiferum. В более позднем интервью Петри сказал, что он вовсе не хотел покидать Norther — другие члены группы вынудили его уйти.
13 апреля 2023 группа Warmen на своей странице в Facebook объявила Петри своим новым (и первым за свою 24-летнюю историю) вокалистом.

## Гитары
- Jackson Guitars Soloist SL2H (Copper Snakeskin Finish)
- Kramer Baretta II Pro (24 лада, звукосниматели Seymour Duncan)
- Jackson Dinky
- Медиаторы Jim Dunlop Jazz III
- Jackson Dx10d, можно увидеть в клипе «Mirror Of Madness».
- Ibanez RG3550MZ
- Ibanez RGD2120Z
- Jackson Kelly

## Дискография

### ВNorther
- N (2008) — альбом
- No Way Back (2007) — EP
- Till Death Unites Us (2006) — альбом
- Scream (2006) — CD-сингл
- Solution 7 (2005) — Mini-CD EP
- Spreading Death (2004) — DVD-сингл
- Death Unlimited (2004) — альбом
- Spreading Death (2004) — сингл
- Mirror of Madness (2003) — альбом
- Unleash Hell (2003) — сингл
- Dreams of Endless War (2002) — альбом
- Released (2002) — сингл

### ВEnsiferum
- Tale Of Revenge (2004) - сингл
- Dragonheads (2006) — миньон
- One More Magic Potion (2007) — сингл
- Deathbringer from the Sky (2007) - сингл
- Victory Songs (2007) альбом
- From Afar (2009) — альбом
- From Afar Into Hiding (2009) — сингл
- «Stone Cold Metal» (2010) - сингл
- Unsung Heroes (2012) - альбом
- «Burning Leaves» (2012)  сингл
- One Man Army (2015) - альбом
- Two Paths (2017) - альбом
- Thalassic (2020) - альбом

### ВWarmen
- Here For None (2023)
- Warmen Are Here For None (2023) - сингл